# گونه‌قارشو
گونه‌قارشو یکی از روستاهای استان آذربایجان شرقی است که در دهستان چاراویماق جنوب شرقی بخش شادیان شهرستان چاراویماق واقع شده‌است.این روستا ۵۳ نفر جمعیت دارد.